# Euxoa fauna
Euxoa fauna är en fjärilsart som beskrevs av Morrison 1876. Euxoa fauna ingår i släktet Euxoa och familjen nattflyn. Inga underarter finns listade i Catalogue of Life.